# Монтобан
Монтобан (фр. Montauban, окс. Montalban) град је у јужној Француској у региону Југ—Пиринеји, у департману Тарн и Гарона. Град се налази око 50 километара северно од Тулуза, на обали реке Тарн. 
По подацима из 2006. године број становника у месту је био 53.941.
Оснивање Монтобана се везује за годину 1144. када је тулуски војвода граду доделио повељу слободе. Град је јако страдао у 13. веку услед борбе инквизиције против катара. Монтобан су заузели Енглези 1360, али их је отерао народ 1414. Град је прихватио протестантизам 1560. Нешто касније, постао је упориште хугенота. Отпор града краљевском ауторитету је сломљен тек 1629. после пада Ла Рошела. Тада је почела епоха прогона протестаната. 
За привреду град је значајнија трговина пољопривредним производима, него ситна индустрија и занатство.
У време Првог светског рата овде је било српских избеглица. Након што је 1930. место било погођено катастрофалном поплавом, у Југославији су прикупљани добровољни прилози за поплављене. Од сакупљених средстава је подигнута школа у српском националном стилу, названа по краљу Александру, освећена у јуну 1938.

## Демографија
| 1962.  | 1968.  | 1975.  | 1982.  | 1990.  | 1999.  | 2006.  | 2011.  |
| ------ | ------ | ------ | ------ | ------ | ------ | ------ | ------ |
| 41.002 | 45.872 | 48.028 | 50.682 | 51.224 | 51.855 | 53.941 | 56.536 |

## Партнерски градови
- Yokneam Illit
- Pawhuska
- Khemisset
- Козарац (Приједор)
- Прокупље